# IC 1608
IC 1608 је лентикуларна галаксија у сазвјежђу Вајар која се налази на листи објеката дубоког неба у Индекс каталогу.
Деклинација објекта је - 34° 19' 47" а ректасцензија 0h 59m 24,2s. Привидна величина (магнитуда) објекта IC 1608 износи 12,8 а фотографска магнитуда 13,7. IC 1608 је још познат и под ознакама ESO 351-27, MCG -6-3-13, PGC 3549.